# Hanna Hedman
Hanna Hedman, ogift Bruhn, född 7 juli 1934 i Lägerdorf, Kreis Steinburg, Schleswig-Holstein, Tyskland, död 20 juni 2020 i Råsunda distrikt, Stockholms län, var en svensk musikproducent.
Hedman drev skivbolaget Bluebell Records i Solna som maken Frank Hedman grundade 1979. Efter makens död köpte förlaget vanligtvis inspelningsrätter från Sveriges Radios arkiv, och återutgav äldre svenska artister som Birgit Nilsson, Jussi Björling, Erik Saedén, Nicolai Gedda och Kerstin Meyer.
Hedman var hedersmedlem i Jussi Björlingsällskapet.
Åren 1959–1964 var hon gift med försäljaren Björn Olsson (född 1937)  och från 1983 med musikproducenten Frank Hedman (1917–1990).
Hanna Hedman är gravsatt i minneslunden på Solna kyrkogård.